# Universitäten in Neuseeland
An den Universitäten in Neuseeland studierten im Jahr 2016 insgesamt 132.915 Studenten, wobei die kleinste Universität, die Lincoln University 2925 Studenten im Jahr 2016 zählte und die University of Auckland als die größte des Landes 33.105 Studenten aufweisen konnte.
Als die älteste Universität des Landes gilt die University of Otago in Dunedin, die im Jahr 1869 gegründet wurde. Die jüngste Universität ist die im Jahr 2000 gegründete Auckland University of Technology, wobei die Ursprünge als Technische Schule auf das Jahre 1895 zurückgehen.

## Universitäten
| Universität                       | Ort                                    | Gründung | Studenten (2016) |
| --------------------------------- | -------------------------------------- | -------- | ---------------- |
| University of Auckland            | Auckland                               | 1883     | 33.105           |
| Auckland University of Technology | Auckland                               | 2000     | 19.740           |
| Massey University                 | Palmerston North, Auckland, Wellington | 1927     | 18.925           |
| University of Otago               | Dunedin                                | 1869     | 18.505           |
| Victoria University of Wellington | Wellington                             | 1897     | 17.455           |
| University of Canterbury          | Christchurch                           | 1873     | 12.510           |
| University of Waikato             | Hamilton                               | 1964     | 9.750            |
| Lincoln University                | Lincoln, Canterbury                    | 1990     | 2.925            |

Die University of New Zealand war eine per Gesetz gegründete Organisation, unter der ab 1870 alle akademischen Bildungseinrichtungen Neuseelands zusammengefasst wurden und schließlich zugunsten eines föderalen universitären Lehrbetriebes 1961 wieder aufgegeben wurde.